# 美國陸軍太空與飛彈防禦司令部
美國陸軍太空與飛彈防禦司令部（英語：United States Army Space and Missile Defense Command）是美國陸軍的陸軍勤務組成司令部，美國戰略司令部和美國太空司令部的組成部分。任務是進行太空作戰及戰略飛彈防禦。